# یواس‌اس ایوکا (ای‌تی‌ای-۱۲۳)
یواس‌اس ایوکا (ای‌تی‌ای-۱۲۳) (به انگلیسی: USS Iuka (ATA-123)) یک کشتی بود که طول آن ۱۴۳ فوت (۴۴ متر) بود. این کشتی در سال ۱۹۴۲ ساخته شد.